# Edat dels metalls
L'edat dels metalls és una de les tres grans etapes en les quals tradicionalment s'ha subdividit la prehistòria euroasiàtica que ocupa un període molt ampli en la història caracteritzat pel desenvolupament de les societats humanes de la metal·lúrgia. El període comença, aproximadament, abans del V Mil·lenni aC i acaba al I Mil·lenni aC, amb l'entrada ja dins la Història de bona part de l'Europa occidental. Es considera que forma part de la protohistòria perquè encara que al Pròxim Orient coincideix amb els orígens de l'escriptura -i, per tant, de la Història— a la major part del món, encara viuen la prehistòria.
Dins la prehistòria en la península Ibèrica, l'edat dels metalls es pot dividir en dues grans etapes. La primera, que arriba fins a la introducció del ferro, ocupa tot el segon mil·lenni aC i l'inici del primer. Aquesta etapa es pot caracteritzar per l'ús del coure seguit del bronze. Correspon a la fase eneolítica (equivalent a la civilització megalítica), un període que ocupa entre una mica abans del 2000 fins al 1500 aC i l'edat del bronze. L'edat de bronze destaca a tota la península la fase del bronze antic, amb covetes sepulcrals artificials, correspon a la primera etapa del coneixement del coure i del bronze a les Illes. El ferro fou introduït d'una manera sistemàtica, tant al sector continental com a les Illes.
Dins del'edat dels metalls, s'hi pot incloure l’edat de coure, l'edat del bronze i l’edat del ferro. Encara que aquestes són classificacions vàlides per a Euràsia i a la costa nord d’Àfrica, no ho són tant per a la resta d'aquest continent i per a Amèrica.
En aquesta època es van construir grans monuments megalítics en diverses zones de la Mediterrània, com ara Menorca. Les construccions principals són les navetes, que gairebé sempre es feien servir com a sepultures, i els talaiots, que eren grans torres defensives que servien també com a habitatge.

## Coure i bronze
El primer metall que es va fer servir va ser el coure, i després el bronze, que és un aliatge de coure i estany. Des d'un principi, només es van fabricar, amb els metalls, objectes d'adornament. Més tard, aquests metalls es van utilitzar per a la construcció d'instruments i eines, i, finalment, d'armes. La tècnica de la fosa del coure no va trigar a difondre's per tot el Pròxim Orient el IV mil·lenni aC, que coincidia amb el naixement de les primeres civilitzacions històriques de la zona a finals del Neolític, principalment Sumèria i l'antic Egipte, i també a altres parts del Vell món. Durant el següent mil·lenni, es detecten processos metal·lúrgics de caràcter autòcton en poblats fortificats del sud de la península Ibèrica, com els de la Cultura de Els Millares o la Vila Nova de Saó Pedro. Aquests primers metalls es van difondre per l'Europa central i mediterrània durant el III mil·lenni a. C., associats a la cultura del vas campaniforme i a la ceràmica cordada. Com que les principals mines d'estany es trobaven a l'Europa occidental, els pobles metal·lúrgics de l'Orient Mitjà van desenvolupar un comerç marítim per transportar aquest metall blanc a través de la Mediterrània. Finalment, la fosa dels metalls es va introduir progressivament arreu d'Europa.

## Ferro
Quan ja es dominava la fosa del coure i del bronze, es va començar a desenvolupar la del ferro. Els primers pobles que van fabricar armes de ferro també eren de l'Orient Mitjà, i van aconseguir dominar fàcilment els pobles veïns. El descobriment de les tècniques per fondre i modelar metalls va permetre l'aparició de l'orfebreria. Es començaren a fabricar magnífiques joies i estatuetes amb metalls i esmalts de colors brillants. També es van decorar els escuts i les empunyadures de les espases.